# Dynamic Tower
A Dynamic Tower (Torre Dinâmica em português, também conhecida como Edifício de Arquitetura Dinâmica ou Torre Da Vinci) é um arranha-céu móvel proposto de 420 metros (1.378 pés) e 80 andares em Dubai, projetado pelo arquiteto David Fisher.

## Conceito
Semelhante à Suíte Vollard concluída em 2001 no Brasil, cada andar é projetado para girar de forma independente, resultando em uma mudança na forma da torre. Cada andar é projetado para girar no máximo 6 metros (20 pés) por minuto, ou uma rotação completa em 180 minutos.
Foi proposto como o primeiro arranha-céu pré-fabricado do mundo, com 40 módulos construídos na fábrica para cada andar. Fisher disse que 90% da torre poderia ser construída em uma fábrica e enviada para o local de construção. Isso permitiria que todo o edifício fosse construído mais rapidamente. O núcleo da torre deve ser construído no local da construção. Fisher disse que as porções pré-fabricadas diminuiriam o custo do projeto e o número de trabalhadores, e que a construção levará 30% menos tempo do que um arranha-céu normal do mesmo tamanho. A maioria dos trabalhadores estaria nas fábricas, trabalhando em condições mais seguras. Os acessórios de cozinha e banheiro seriam pré-instalados. O núcleo serviria a cada andar com uma conexão especial patenteada para água limpa, baseada na tecnologia usada para reabastecer aviões em pleno vôo.
Toda a torre é proposta para ser alimentada por turbinas eólicas e painéis solares. O suficiente de eletricidade excedente deve ser produzida para abastecer cinco outros edifícios de tamanho semelhante nas proximidades. As turbinas seriam localizadas entre cada um dos andares rotativos. Fisher disse que eles poderiam gerar até 1.200.000 quilowatts-hora de energia por ano. Os painéis solares devem cobrir o telhado e a parte superior de cada andar.
Em 2008, Fisher disse que esperava que o arranha-céu fosse concluído em 2010. Em 2009, Fisher disse que a construção seria concluída no final de 2011. Fisher não "disse onde a torre seria construída, [...] porque queria mantê-la uma surpresa." Fisher reconhece que não é muito conhecido, nunca construiu um arranha-céu antes e não praticou arquitetura regularmente em décadas. Em 2020, a construção não foi iniciada e não houve anúncio oficial do início das obras.